# Anna-Maria de Neuf
Anna-Maria de Neuf (1654-1714) est une directrice d'imprimerie.

## Biographie
Anne Marie de Neuf est la directrice de l'imprimerie Plantin à Anvers de 1696 à 1714. Elle est l’épouse de Balthasar III Moretus ; ils ont six filles et trois fils, dont Balthasar IV Moretus et Joannes Jacobus Moretus. Veuve à 42 ans, elle est la gérante de la société Plantin après la mort de son mari. Sa bonne gestion permet à la société de survivre à la guerre de succession espagnole.